# Zalesie (Przeworsk)
Pour les articles homonymes, voir Zalesie.
Zalesie est une localité polonaise de la gmina de Zarzecze, située dans le powiat de Przeworsk en voïvodie des Basses-Carpates.